# Togo (Kolonie)
Togo, auch Togoland oder Deutsch-Togo, war von 1884 bis 1916 als Schutzgebiet eine deutsche Kolonie. Das damalige Gebiet umfasste die heutige Republik Togo und den östlichsten Teil des heutigen Ghana und hatte eine Fläche von ca. 87.200 km².

## Die Entstehungsgeschichte der deutschen Kolonie

Lage Togos und anderer deutscher Kolonien in Afrika

Schon ab 1857 gründeten die ersten hanseatischen Handelsunternehmen Faktoreien an der Sklavenküste, die ab 1882 durch einen regelmäßigen Dampferverkehr der Woermannlinie mit dem deutschen Kaiserreich verbunden war. Am 5. Juli 1884 unterzeichneten Plakkoo, der Stabträger (= Stellvertreter) des zu diesem Zeitpunkt vermutlich schon verstorbenen Königs Mlapa III., und der deutsche Beauftragte Gustav Nachtigal einen „Schutzvertrag“. Damit wurden einzelne Orte im heutigen Togo zum „Deutschen Schutzgebiet“ erklärt. Am 5. September 1884 folgte ein „Schutzvertrag“ mit dem König von Porto Seguro (heute: Agbodrafo). Nach einem Abkommen mit Frankreich 1885 gelangte der Ort Anecho (bis 1905 auch „Klein-Popo“ genannt) an das deutsche Kaiserreich. Ab 1886 wurde das nördliche Hinterland durch Deutsche teilweise gewaltsam erobert. 1888 gründete Ludwig Wolf die Station Bismarckburg. 1890 folgte die Gründung der Station Misahöhe.
Seit 1891 unterstand Togo nicht mehr der deutschen Verwaltung der Kolonie Kamerun. 1894/95 leitete der Kolonialbeamte Hans Gruner im Auftrag des deutschen Togo-Komitees eine Expedition zum unteren Niger, um mit dort gelegenen Reichen Schutzverträge abzuschließen. Damit sollte Togo um ein Vielfaches seiner damaligen Größe erweitert werden. Gruner und sein Begleiter Ernst von Carnap-Quernheimb schlossen vermeintliche „Schutzverträge“ mit Oberhäuptern der Reiche Gando (Nupe und Ilorin) sowie Gurma (Matschakuale und Pama). In einem Vertrag mit Frankreich verzichtete Deutschland aber 1897 auf beide Gebiete. So wuchs Togo nur nach Norden bis zur Region um Sansane-Mangu, wo 1896 eine Station errichtet wurde. 1897 wurde der Verwaltungssitz Togos von Sebe nach Lomé verlegt.
Durch Grenzabkommen mit den benachbarten Kolonialmächten Frankreich (1887, 1897 und 1912) und Großbritannien (14. Juli 1886, 1. Juli 1890 und 14. November 1899) erhielt Togo mit der Zeit seine charakteristische Form. Als letzte Streitfrage wurde 1899 im Samoa-Vertrag die Aufteilung des sogenannten Salaga-Gebietes zwischen Deutschland und Großbritannien geklärt, das zwischen 1889 und 1899 neutrales Gebiet zwischen der britischen Goldküste und der deutschen Kolonie Togo  war.
Militärische Formationen wie die Schutztruppen wurden in Togo nicht stationiert. Zwischen 1895 und 1899 kam es zu mehreren kleineren Aufständen, die von Polizeieinheiten unterdrückt wurden. 1897/98 bestand die koloniale Polizeitruppe aus einem Kommandeur, drei Unteroffizieren und 150 Einheimischen, die bis 1913 auf 2 Offiziere, 6 Unteroffiziere und 550 afrikanische Polizisten erweitert wurde. Zu dieser Zeit wurde auch ein größerer Aufstand der Dagomba unterdrückt und das Land unterworfen. In der Nähe der Stadt Yendi ist heute noch ein Massengrab gefallener Dagombakrieger zu sehen.

## Geplante Symbole für Togo
1914 wurde ein Wappen sowie eine Flagge für Togo geplant, jedoch aufgrund des Kriegsbeginns nicht mehr eingeführt.

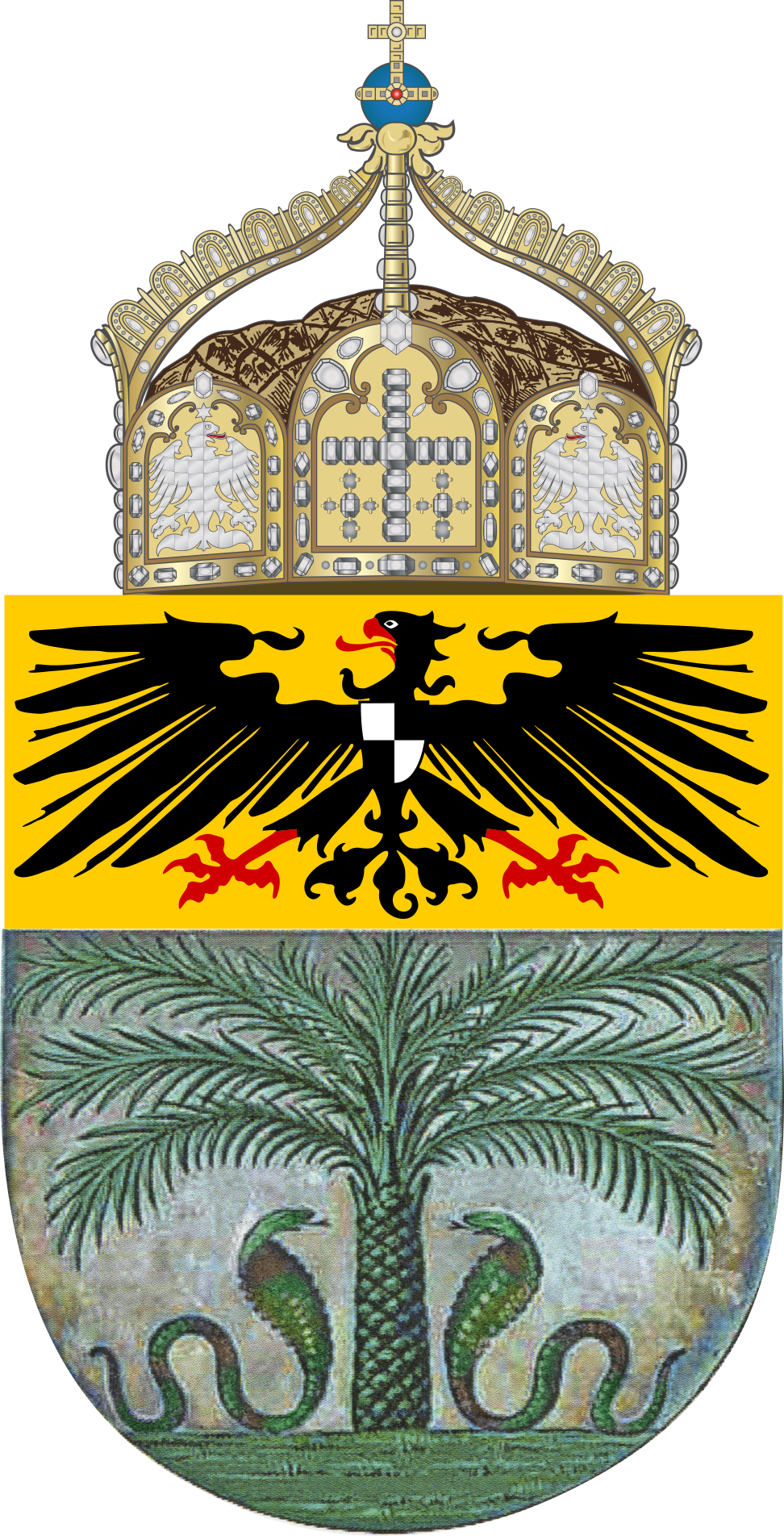
Geplantes Wappen
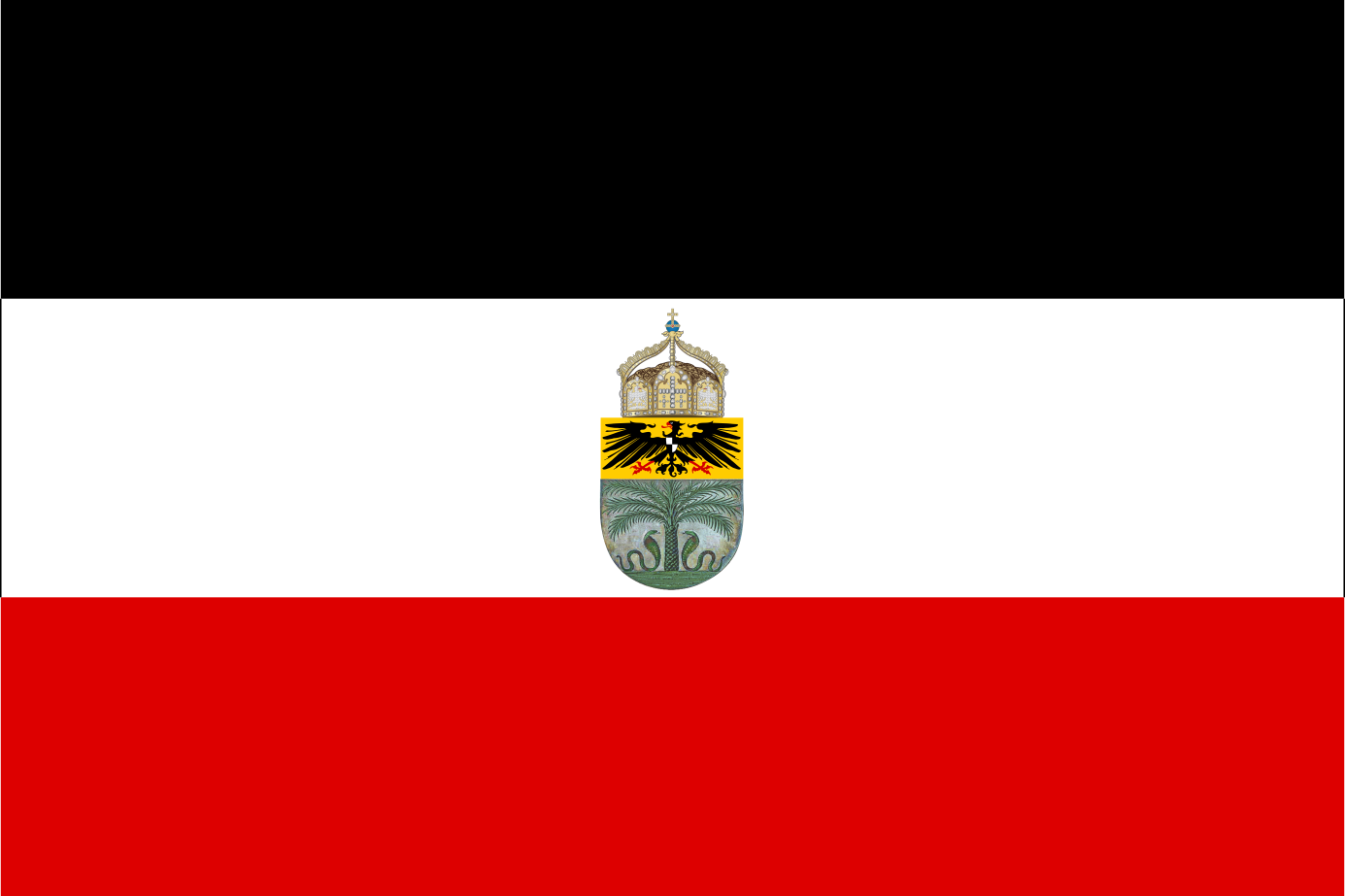
Vorschlag für eine Flagge der deutschen Kolonie Togo (nie realisiert)

## Die „Musterkolonie“ Togo

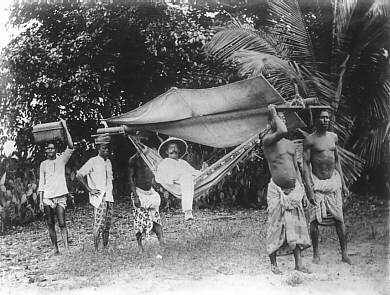
Deutscher Kolonialherr mit Einheimischen um 1885

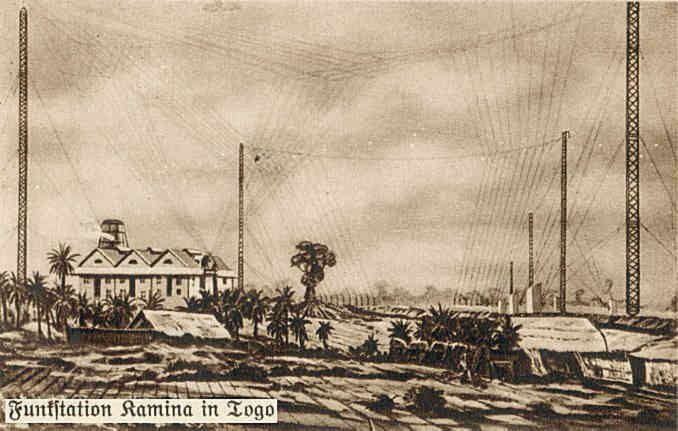
Funkstation Kamina bei Atakpamé

Togo galt als die „Musterkolonie“ der deutschen Kolonialgeschichte. Hier unternahmen die Kolonialherren größere Anstrengungen im Bereich des Schul- und Gesundheitswesens (z. B. Impfaktionen gegen die Pocken) als in den anderen Kolonien. Drei Eisenbahnlinien wurden gebaut: die Küstenbahn (1905), die Inlandbahn (1907, auch Kakaobahn genannt) und die Hinterlandbahn (1913 eröffnet). Auch im Bereich Straßenbau galt Togoland als mustergültig.
Die Einheimischen waren hier zunächst ebenso weitgehend rechtlos wie in den anderen deutschen Kolonien und z. B. der Prügelstrafe ausgesetzt. Rund um Geo A. Schmidt, der in seiner Zeit als Bezirksleiter in Atakpame zwischen 1900 und 1904 zahlreiche Mädchen vergewaltigte und Dörfer verwüsten ließ, gab es etwa einen Kolonialskandal.  Gleichwohl gab es 1902 eine Verordnung zur Beseitigung der Haussklaverei und ab 1907 Erhebungen und Studien zur Schaffung eines „Eingeborenenrechts“. Eine Verordnung von 1906 ließ an Schulen außer der deutschen Sprache auch die Landessprache zu.
Der Ruf Togos als „Musterkolonie“ gründete sich aber wohl vor allem darauf, dass es die einzige deutsche Kolonie war, die ab 1900 eine nahezu ausgeglichene finanzielle Bilanz hatte. Die Haupteinnahmen bildeten Zölle und die Einführung der Kopfsteuer für Einheimische 1907. Die Einkünfte aus der Kopfsteuer betrugen 1907 57.000 Mark, 1912 853.000 Mark. 1912 standen 11,4 Millionen Goldmark auf der Importseite 10 Millionen Mark an Ausfuhren gegenüber.  Diese Bilanz trübte sich allerdings bereits in den letzten Jahren deutscher Kolonialherrschaft durch den rücksichtslosen Raubbau an den natürlichen Ressourcen des Landes. Nachdem z. B. nahezu sämtliche Elefanten des Gebietes abgeschossen worden waren, entfiel naturgemäß auch das Exportprodukt Elfenbein. Der historisch mit Deutsch-Togo verbundene Begriff der „Musterkolonie“ wird daher von Kritikern als Teil der deutschen Kolonialpropaganda angesehen.
Eine relativ große Bedeutung hatte Togo für die Nachrichten- und Verkehrsverbindung mit Deutschland sowie den anderen afrikanischen Kolonien. Eine telegrafische Verbindung mit Europa bestand bereits seit 1894. Eine 1914 eröffnete Großfunkstation in Kamina und ein direktes über Monrovia geführtes Seekabel waren wichtige Einrichtungen, um den Informationsfluss ins Ausland zu gewährleisten. Zudem bestand im Hinterland Lomés die Funkstation Togblekovhe, die vorwiegend dem Nachrichtenverkehr der Küstenschifffahrt diente.

### Landwirtschaft

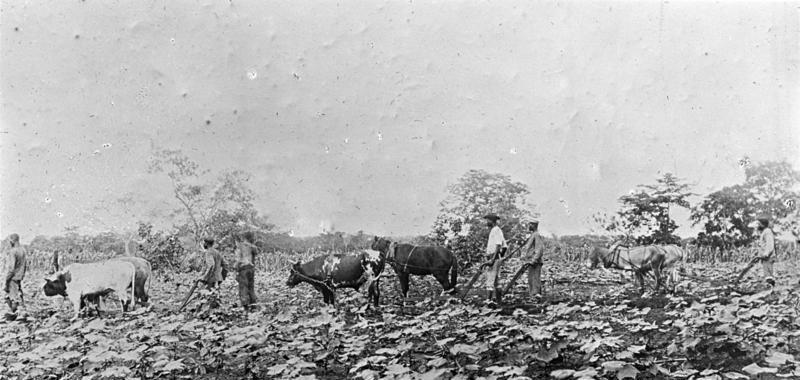
Baumwollfeld bei Nuatjä

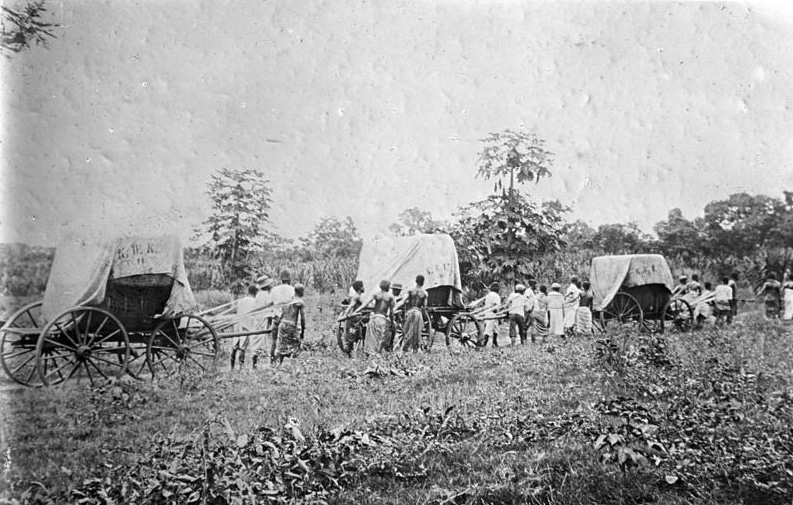
Baumwolltransport in Togo

1900 beauftragte das Kolonialwirtschaftliche Komitee (KWK) die systematische Förderung des Baumwollanbaus in Togo. Um die Baumwollwirtschaft nach einem damals als modern geltenden Vorbild zu organisieren, arbeitete das KWK mit der Tuskegee University in Alabama unter Booker T. Washington zusammen. Das Institut war ein Ausbildungszentrum für Afroamerikaner, dessen Methoden nun auch im Süden Togos Anwendung finden sollten. Washington stellte eine Expedition aus Tuskegee-Absolventen zusammen, die die deutschen Aufseher in Togo unterstützen sollten. Zur Optimierung der heimischen Baumwollkulturen dienten Saatzuchtanlagen. Es bewährte sich vor allem die Sorte Sea-Island, Typus Ho. In Nuatjä, Südtogo, wurde 1902 eine Baumwollschule eingerichtet, um die fachmännische Pflege neuer Baumwollfelder sicherzustellen. 1907 wurde sie zur allgemeinen Ackerbauschule und 1912 zur Landeskulturanstalt erweitert. Junge Togolesen zwischen 17 und 23 Jahren konnten in Nuatjä dreijährige Ackerbaulehrgänge absolvieren. Die Übertragung der sozio-ökonomischen Strukturen aus den Südstaaten nach Südtogo führte aber auch zu Widerstand unter den Afrikanern. Mit dem Experiment des KWK waren Eingriffe in die örtliche Arbeitskultur und Sozialstruktur verbunden: Anders als in den USA wurde in Togo traditionell Mischanbau statt Monokultur betrieben. Der Anbau und das Spinnen von Baumwolle wurde bei den Ewe von Frauen, anstatt von männlichen Feldarbeitern, ausgeführt. Das deutsche Gouvernement übte Druck aus, um einen „Rückfall“ in die herkömmliche Wirtschaftsweise zu verhindern.

### Handel

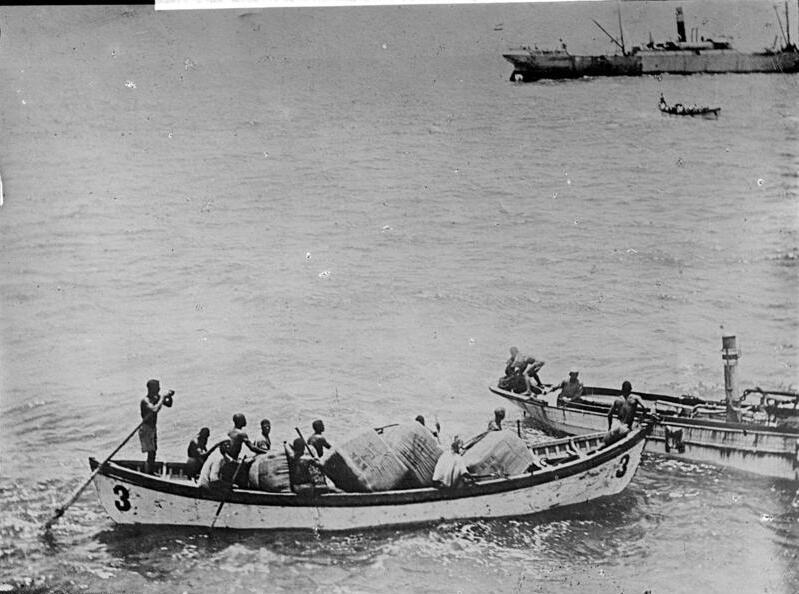
Verladen von Baumwollballen vor Lomé, 1885

Während der Binnenhandel fast ausschließlich in der Hand von Einheimischen lag, wurde der Außenhandel weitgehend von europäischen Handelshäusern betrieben. Die Hauptprodukte, die aus Togo exportiert wurden, waren Palmöl, Palmkerne, Mais, Kautschuk und Baumwolle. Zu den Nebenprodukten zählten Elfenbein, Kakao, Kaffee, Erdnüsse, Kopra, Kokosnüsse, Pfeffer, lebende Tiere und Häute. Etwa zwei Drittel der Erzeugnisse wurden nach Deutschland exportiert. Importiert wurden Textilien, Spirituosen, Holz und Holzwaren, Tabak, Zigarren, Materialwaren und Eisenwaren.
Ökonomisch gesehen war der wirtschaftliche Wert der Kolonie Togo für das Deutsche Reich eher als gering anzusetzen und machte etwa 7,8 % des gesamten Kolonialhandels aus.

### Infrastruktur

Vom Deutschen Reich 1905 bis 1913 errichtetes Eisenbahnnetz

In Togo wurden während der deutschen Kolonialzeit drei Eisenbahnstrecken mit einer Gesamtlänge von etwa 320 km in der Spurweite 1 m gebaut. Am 18. Juli 1905 wurde die Bahnstrecke Lomé–Aného („Küstenbahn“) mit einer Länge von 44 km eröffnet. Die Strecke Lome-Agome-Kpalime („Inlandbahn“, 119 km) wurde am 27. Januar 1907 eröffnet. Zuletzt wurde noch eine Verbindung Lomé-Atakpamé („Hinterlandbahn“, 160 km) gebaut. Diese wurde am 1. April 1911 bis Agbonu und am 2. Mai 1913 bis Atakpame dem Verkehr übergeben. Den Eisenbahnknoten bildete demnach der Haupt- und Hafenort Lomé, bei dem die drei Bahnlinien zusammentrafen. Die Gleise reichten bis auf die Landungsbrücke hinaus, die gleichsam das seeseitige Eingangstor der Kolonie wurde.
Der Schiffsverkehr mit Europa fand 1899 dreimal monatlich durch Hamburger und Liverpooler Dampfer statt. Die Schiffsflotte umfasste im Jahr 1911 327 Schiffe mit 577.000 Registertonnen.
Die deutsche Post in Togo war nicht der Kolonialverwaltung unterstellt, sondern selbstständig. Die ersten beiden deutschen Postanstalten wurden 1888 in Klein-Popo (ab 1905 Anecho) bzw. 1890 in Lome eröffnet. Zum Jahresende 1913 waren sechs Deutsche sowie 42 afrikanische Beamte angestellt. Die 16 öffentlichen Postanstalten und Telegrafenbetriebe lagen vorwiegend im Süden der Kolonie. 1913 wurden fast 600.000 Briefsendungen aus Togo befördert. Das Postamt in Lomé beherbergte auch eine Zweigstelle der Deutsch-Südamerikanischen Kabelgesellschaft, die Lomé per Seekabel mit Europa und Südamerika verband.

### Verwaltung und Rechtspflege
An der Spitze der Verwaltung der Kolonie stand der Landeshauptmann von Togo, dieser trug ab 1898 den Titel eines Gouverneurs. Im Jahre 1912 gliederte sich Togo verwaltungstechnisch in vier Bezirke sowie vier selbständige Stationen im Hinterland. 
Die erstinstanzliche Rechtspflege gegenüber der europäischen Bevölkerung wurde durch das Bezirksgericht in Lomé ausgeübt, als Rechtsmittelinstanz war das Obergericht der Kolonie Kamerun zuständig. Über ein eigenes Obergericht verfügte Togo aufgrund der geringen europäischen Bevölkerung nicht.
Gegenüber der indigenen Bevölkerung erfolgte die Strafrechtspflege für leichtere Vergehen durch die Stammeshäuptlinge selbst. Bei schwereren Straftaten war der Bezirksamtsmann zuständig, in dessen Bezirk die strafbare Handlung erfolgte. Gegen Entscheidungen der Häuptlinge war eine Berufung an den Bezirksamtsmann und nicht an das Bezirksgericht möglich. Die Todesstrafe bedurfte der Genehmigung durch den Gouverneur.

### Gewaltherrschaft und antikolonialer Widerstand
Entgegen der verbreiteten Vorstellung, es hätte in der sogenannten „Musterkolonie“ Togo kaum Widerstand gegen die deutsche Kolonialmacht gegeben, steht die lange Liste der Gewalttaten gegenüber der lokalen Bevölkerung. Der offizielle Gefechtskalender der Polizeitruppe Deutsch-Togos listet 18 militärische Auseinandersetzungen auf, ist jedoch sehr unvollständig. Bei näherer Betrachtung ergeben sich allein zwischen 1888 und 1902 mindestens 60 militärische Auseinandersetzungen sehr unterschiedlichen Ausmaßes zwischen dem kolonialen Militär und verschiedenen Gruppen der ansässigen Bevölkerung, die sich nicht dem kolonialen Herrschaftsapparat beugen wollten oder aktiv widersetzten.

## Geschichte nach der deutschen Herrschaft

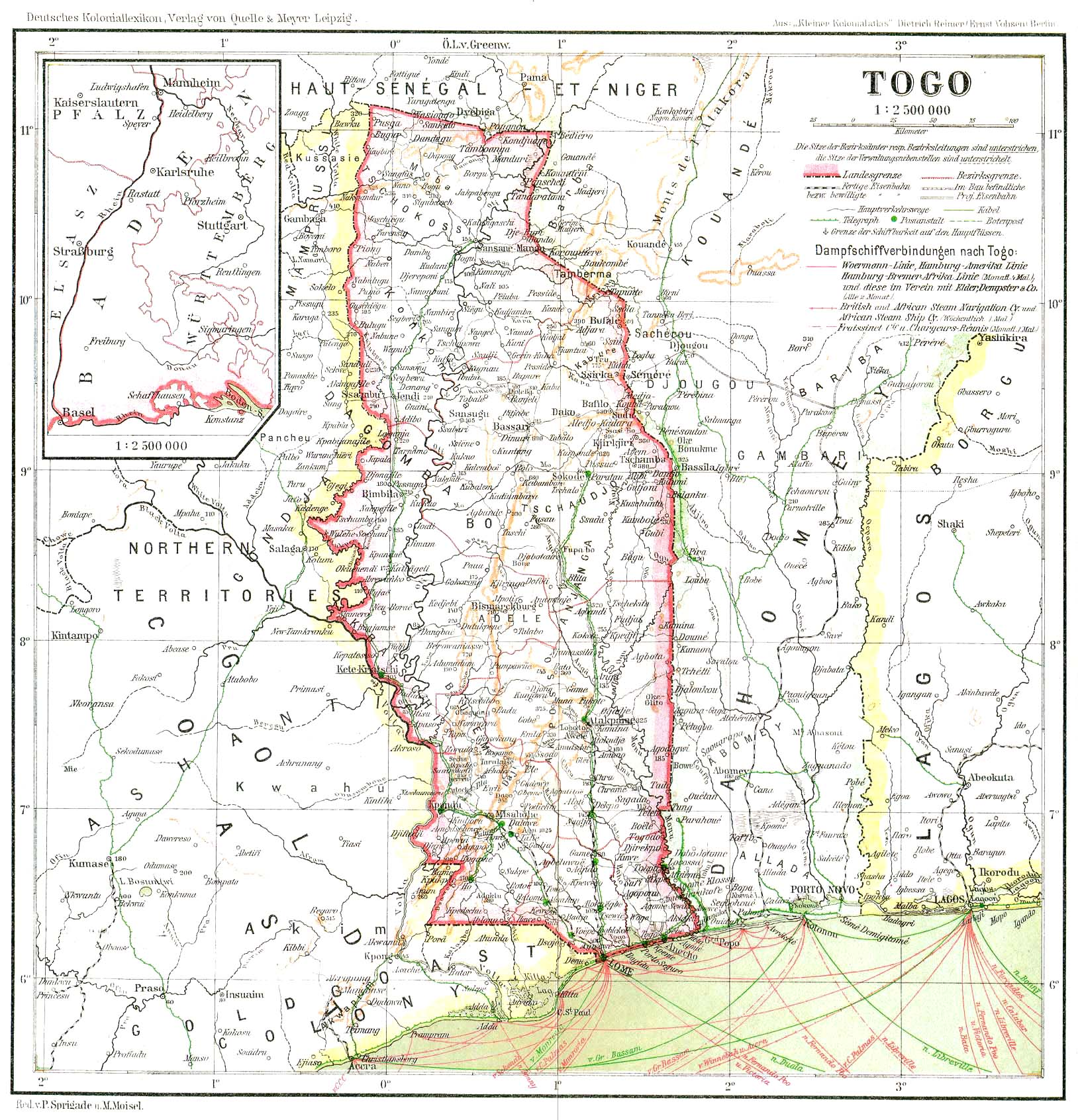
Togo um 1915

Teilung Togolands nach dem Ersten Weltkrieg:

Die Kolonie wurde nach dem Ausbruch des Ersten Weltkriegs schnell von ihren Nachbarn erobert. Am 27. August 1914 wurde Togo den Briten offiziell übergeben.
1916 wurde Togo zwischen Großbritannien (33.000 km²) und Frankreich (54.000 km²) aufgeteilt. Durch den Versailler Vertrag 1919 verlor Deutschland seine Kolonie endgültig und Französisch-Togo und Britisch-Togoland wurden Völkerbundmandate. Damit waren beide Teile Togos völkerrechtlich keine Kolonien mehr. Nach dem Zweiten Weltkrieg wurden aus den Völkerbundmandaten UN-Treuhandgebiete.
1952 schlugen Vertreter der Ewe dem UN-Treuhandrat in einem Memorandum vor, Deutschland solle die durch Großbritannien und Frankreich verwalteten Landeshälften wieder vereinen und in die Unabhängigkeit führen (siehe auch Deutscher Togobund). Die Initiative wurde jedoch nicht aufgegriffen. 1956 wurde Britisch-Togoland nach einer Volksabstimmung an Ghana angegliedert. Der französische Teil stimmte für die innere Autonomie.
1960 wurde Französisch-Togo zur unabhängigen Republik Togo. Die Regierung von Togo lud zur Unabhängigkeitsfeier auch den letzten deutschen Gouverneur Herzog Adolf Friedrich zu Mecklenburg-Schwerin ein.
Deutsch wird auch heute noch an vielen Schulen Togos gelehrt.

## Nachhall in deutschen Straßennamen
- In Berlin-Wedding liegt im sogenannten Afrikanischen Viertel die Togostraße. Sie kreuzt u. a. die Petersallee und den ehemaligen Nachtigalplatz, die nach deutschen Afrikaforschern benannt waren. Seit 1986 erinnert jedoch die Petersallee an Hans Peters (Jurist, Politiker und Widerstandskämpfer) und nicht mehr an Carl Peters.[24] Nach der Togostraße wurde eine angrenzende Kleingartenanlage 1939 in „Dauerkolonie Togo“ umbenannt, wobei sich die Bezeichnung als „Dauerkolonie“ aus dem Baurecht ergab.[25] Wegen der Namensähnlichkeit mit der historischen Kolonie Togo wurde die Anlage 2014 in „Dauerkleingartenverein Togo“ umbenannt.
- In München-Waldtrudering gibt es – neben vielen weiteren Straßennamen mit Bezug auf die deutsche Kolonialzeit inner- und außerhalb Afrikas – eine Togostraße.
- Auch im Kölner Stadtteil Nippes existiert im sogenannten Afrika-Viertel eine Togostraße in unmittelbarer Nähe der Gustav-Nachtigal-Straße. Sie bildet die Verlängerung der Kamerunstraße.
- In Duisburg-Buchholz gibt es die „Afrikasiedlung“, in der es ebenfalls eine Togostraße gibt, die an die Lomestraße grenzt.
- In Hannover-Badenstedt existiert ein „Afrikaviertel“ mit einem Togoweg.
- Im Kasseler Osten entstand Ende der 1930er Jahre im Stadtteil Forstfeld die Städtische Siedlung, im Volksmund „Afrika-Siedlung“ genannt. Der zentrale Platz ist der Togoplatz, von dem die Togostraße abgeht.
- Auch im Bremer Ortsteil Gröpelingen gibt es im Hafenviertel (Industriehäfen) eine Togostraße, sie verbindet das Wohngebiet mit dem Hafengebiet.